# Barmstedt
Barmstedt (dolnoniem. Barmsteed) – miasto w północnych Niemczech, w kraju związkowym Szlezwik-Holsztyn, w powiecie Pinneberg, siedziba dwóch urzędów: Hörnerkirchen oraz Rantzau.